# Disintermediation
Mit Disintermediation wird in den Wirtschaftswissenschaften die Tendenz bezeichnet, dass ein Wirtschaftssubjekt einzelne Aufgaben oder Funktionen aus einer Wertschöpfungskette oder einem Netzwerk herauslöst und selbst übernimmt. Gegensatz ist die Intermediation.

## Allgemeines
Üblicherweise wird im Deutschen das Präfix „Des-“ (wie bei Desinformation) oder „Dys-“ (wie bei Dyskalkulie) verwendet, so dass „Disintermediation“ als Anglizismus einzustufen ist.
Disintermediation beschreibt einen Bedeutungsverlust von Intermediären (Vermittlern zwischen verschiedenen Akteuren) in einem Wirtschaftssystem. Allgemein ist die Disintermediation das Ausschalten von Zwischenstufen auf dem Weg eines Gutes (Ware oder Dienstleistung) vom Hersteller zum Verbraucher, etwa der Fortfall oder die Verringerung von Absatzhelfern, Absatzketten, Absatzmittlern, Handelsstufen oder Lieferketten. Betroffen sind insbesondere Wirtschaftszweige wie Bankwesen, Handel oder Versicherungswesen.
Der Begriff der Intermediation wurde im Finanzwesen geprägt und dort konkret als Finanzintermediation verwendet. Werden im elektronischen Handel Absatzhelfer usw. eingeschaltet, liegt eine Intermediation vor. Disintermediation setzt mithin voraus, dass vorher eine Intermediation bestanden hat, denn Disintermediation ist das Ausschalten von Intermediären.
Die Fachliteratur sieht die Disintermediation in einen Zyklus eingebunden, der aus Intermediation, Disintermediation und Reintermediation insbesondere im elektronischen Handel besteht. Hier wird die These vertreten, dass auf traditionellen Märkten erfolgreiche Intermediäre zunehmend durch neue, rein elektronische Intermediäre verdrängt werden (Disintermediation). Dieser Prozess dauere so lange, bis die Verdrängten selbst digitale Technologien entwickeln und in ihre Geschäftsmodelle integrieren. Hierdurch können sie ihre frühere Marktposition wieder einnehmen (Reintermediation).

## Finanzwesen
Eine erste Stufe der Disintermediation war die Gründung von Konzernbanken, durch die Konzerne den größten Teil ihrer Bankgeschäfte ohne das traditionelle Bankwesen außerhalb des Bankenmarkts abwickeln konnten. Als erste Konzernbank fungierte ersichtlich ab 1855 die Gebrüder Röchling-Bank, gefolgt im Mai 1884 von der „Bank Elektrischer Werte“ für die AEG. Es folgte die im September 1906 als Konzernbank der Metallgesellschaft gegründete „Berg- und Metallbank AG“, die der Metallgesellschaft jedoch nur zu 48 % gehörte.
Bei der Aufnahme von Fremdkapital durch Nichtbanken tritt zwischen Schuldner und Gläubiger bei der Disintermediation kein Kreditinstitut oder Bankenkonsortium mehr auf. Gleiches gilt für Kapitalanlagen, die nicht auf dem Bankenmarkt vorgenommen werden. Insbesondere multinationale Unternehmen begannen um 1960 in Deutschland, sich vom Bankensektor zu emanzipieren und gründeten eigene Holding- und Finanzierungsgesellschaften. Zu jener Zeit etablierte sich auch das Industrieclearing, bei dem zwei Industrieunternehmen in einer Lieferanten-Beziehung zueinander stehen und sich über eine Veränderung der Zahlungsfrist einigen. Der überliquide Abnehmer akzeptiert ein zeitliches Vorziehen (englisch leading) der Zahlungsfrist durch Vorkasse, wobei ein niedrigerer Zins als der Geldmarktzins vereinbart wird. Das Hinauszögern der Zahlung (englisch lagging) geschieht etwa durch den Lieferantenkredit. Hierdurch übernahmen Unternehmen die Kreditgeberrolle des Warenkredits der Banken.

## Handel
Im Handel ist der Direktvertrieb des Herstellers an den Verbraucher unter Umgehung des Groß- und Einzelhandels eine klassische Disintermediation. Hierdurch werden traditionelle Handelsstufen ausgeschaltet. Dies ist beispielsweise der Fall, wenn eine Fluggesellschaft ihre Flugtickets nicht mehr (ausschließlich) über Reisebüros vermarktet, sondern über eigene Angebotssysteme direkt an Flugpassagiere.

## Informationsmarkt
Die Möglichkeit der direkten Kommunikation von Marktteilnehmern mittels des Internets in der Informationsgesellschaft fördert die Disintermediation digitalisierbarer und nicht digitalisierbarer Güter im globalen Informationsmarkt. Dazu gehört beispielsweise der Direktvertrieb von Informationsgütern wie Büchern, Filmen, Musik, Zeitungen, Zeitschriften, Computer- und Videospielen über elektronische Marktsysteme wie eBay oder Amazon. Zur Disintermediation zählt auch die Herauslösung von Kleinanzeigen, Stellenanzeigen, Immobilienanzeigen aus dem Medium Zeitung hin zur Konzentration auf Online-Informationsplattformen wie Craigslist, Monster Worldwide oder Zillow.

## Massenmedien
Bei Massenmedien ist Disintermediation die Bezeichnung für den direkten Netzzugang des Kunden zum Leistungsangebot eines Anbieters mittels elektronischer Medien. Beispielsweise wird bei der Internet-Zeitung die Distributionslogistik der Papier-Zeitung eingespart. Durch Disintermediation wird hier die Mittlerfunktion des Handels in Frage gestellt. So entfällt beispielsweise auch die klassische Intermediation in der Musikindustrie (der Interpret wird vom Plattenlabel über das Tonträgerunternehmen und den Musikhandel zum Musikkonsumenten geführt) bei der Disintermediation durch einen Internet Service Provider (der Interpret veröffentlicht sein Musikvideo etwa direkt auf Youtube).

## Medientheorie
Der deutsche Literatur- und Medienwissenschaftler Roberto Simanowski wendet den Begriff der Disintermediation ebenfalls auf das Internet – aber aus Sicht der Medientheorie – an. Er beschreibt damit dem Wegfall von Knoten im Netzwerk des Internets, das Aufkommen eines großen Stimmengewirrs, das von keiner Instanz kontrolliert wird. Danach erlaube das Schreiben im Internet (etwa in sozialen Netzwerken) einen öffentlichen Diskurs über Sachverhalte oder Meinungen, die durch ihre Fixierung immer wieder auf Gegenargumente warten: Texte antworten auf Texte. Um aber diesem Stimmengewirr etwas entgegnen zu können bzw. die wichtigen Meldungen von den weniger wichtigen zu trennen, habe sich mit der Zeit eine sogenannte „Polizei des Diskurses“ entwickelt. Verlagslektoren, Verlage oder Redakteure bildeten eine Barriere zwischen Text und Öffentlichkeit, einen Filter, den Michel Foucault als „Verknappung der sprechenden Subjekte“  kritisierte. Es gebe in einer Demokratie immer wieder Orte, wo Texte, die von anderen abgelehnt wurden, veröffentlicht werden können, jedoch müsse auch hier eine Barriere überschritten werden. Der Ort, der sich in den 1990er Jahren etabliert habe und auf den ersten Blick jegliche Barrieren der Veröffentlichung aufgebe, sei das Internet. Ein virtueller Raum wurde geschaffen, zu dem, wenn er es sich leisten kann, beinahe jeder einen Zugriff hat. Dies nennt Simanowski Disintermediation, also Polizeilosigkeit, wodurch jeder mit Internetzugang Texte veröffentlichen kann. Mit Disintermediation beschreibt Simanowski den Verlust der Mittelsmänner, was bedeutet, dass Informationen, die an die Öffentlichkeit gelangen, keiner Prüfung unterzogen werden. Der Leser steht also einem Überangebot von guten bis weniger guten Texten und Informationen gegenüber und muss selbst entscheiden, was brauchbar ist und was nicht.

## Hyperintermediation
Der in den USA arbeitende belarussische Medienwissenschaftler Evgeny Morozov hat 2012 den Begriff der Hyperintermedation eingeführt. Damit wird der Umstand beschrieben, dass der Wegfall klassischer Intermediäre im Medienbereich, also die traditionellen Gatekeeper, nicht zu einem Verschwinden aller Filter- und Kontrollinstanzen in der digitalen Kommunikation führt, sondern stattdessen neue und unter Umständen viel stärkere Filterinstanzen wirksam werden. Dazu zählen beispielsweise die Suchalgorithmen der großen Suchmaschinen oder die Filteroperationen der Social-Media-Plattformen: „It’s the proliferation — not elimination — of intermediaries that has made blogging so widespread. The right term here is 'hyperintermediation', not 'disintermediation'“ (deutsch „Es ist die Ausbreitung – und nicht Eliminierung – von Vermittlern, die das Bloggen so weit verbreitet hat. Der richtige Ausdruck hierfür ist 'Hypermediation' und nicht 'Disintermediation'“).

## Wirtschaftliche Aspekte
Ein erstes Entwicklungsmodell zur Disintermediation entstand bereits im Jahre 1960. Hierin wird eine traditionelle Theorie der Finanzintermediation vertreten, wobei die Banken die Transformation der primären Finanzierungstitel der Unternehmen (Aktien, Unternehmensanleihen) in indirekte Finanzierungstitel für Privathaushalte (Spareinlagen) und umgekehrt übernehmen. Auf einer ersten Stufe der Disintermediation treten Investoren als Kreditgeber und Unternehmen als Kreditnehmer direkt in Kontakt. Auf einer zweiten Stufe beginnt die Intermediation, indem sich Kreditinstitute zwischen beide stellen und die im Passivgeschäft hereingenommenen Spareinlagen im Kreditgeschäft als Unternehmensfinanzierung ausleihen. Hierbei übernehmen die Banken die Fristen-, Losgrößen- und Risikotransformation. Die dritte Stufe wird mit teilweiser Disintermediation erreicht, wenn die Geldströme über Wertpapierbörsen ausgetauscht werden und Banken allenfalls noch als Wertpapierhändler fungieren. Fällt auch diese letzte Funktion weg, wird von „totaler Disintermediation“ gesprochen. Es kommt zur Disintermediation, wenn durch Einschaltung von Intermediären die Transaktionskosten auf dem Finanzmarkt nicht mehr sinken.
Disintermination hängt mit der vertikalen Integration zusammen. Sie kann stattfinden durch Diversifikation, Eingliederung oder Insourcing und erfordert Know-how. Die Disintermediation wird durch Internettechnologien wie E-Commerce oder Peer-to-Peer-Verfahren gefördert.
Die Disintermediation führt zu einer Internalisierung der Gewinnmarge ausgeschalteter Intermediäre und zum direkten Zugang zum Kunden mit der Möglichkeit, Kundendaten für das Marketing zu nutzen.